# Huichol (langue)
Pour les articles homonymes, voir hch.
Le huichol est une langue uto-aztèque du Sud parlée au Mexique, dans l'Est de l'État de Nayarit, par environ 20 000 personnes. Le huichol est proche du cora avec lequel il forme la branche des langues corachol.

## Phonologie
Les tableaux présentent l'inventaire des phonèmes du huichol.

### Voyelles
|         | Antérieure    | Postérieure                 |
| ------- | ------------- | --------------------------- |
| Fermée  | i [i] iː [iː] | u [u] uː [uː] ɯ [ʊ] ɯː [ʊː] |
| Moyenne | e [ɛ] eː [ɛː] |                             |
| Ouverte |               | a [ɑ] aː [ɑː]               |

### Consonnes
|               |               | Bilabiale | Dentale | Latérale | Rétroflexe | Palatale | Vélaire       | Glottale |
| ------------- | ------------- | --------- | ------- | -------- | ---------- | -------- | ------------- | -------- |
| Occlusives    | Occlusives    | p [p]     | t [t]   |          |            |          | k [k] kw [kʷ] | ʔ [ʔ]    |
| Fricatives    | Fricatives    |           |         |          | ʐ [ʐ]      |          | x [x]         | h [h]    |
| Affriquées    | Affriquées    |           | c [t͡s]  |          |            |          |               |          |
| Nasales       | Nasales       | m [m]     | n [n]   |          |            |          |               |          |
| Liquides      | Liquides      |           |         | l [l]    | r [ɽ]      |          |               |          |
| Semi-voyelles | Semi-voyelles | w [w]     |         |          |            | y [j]    |               |          |